# Berliner Skulpturenfund

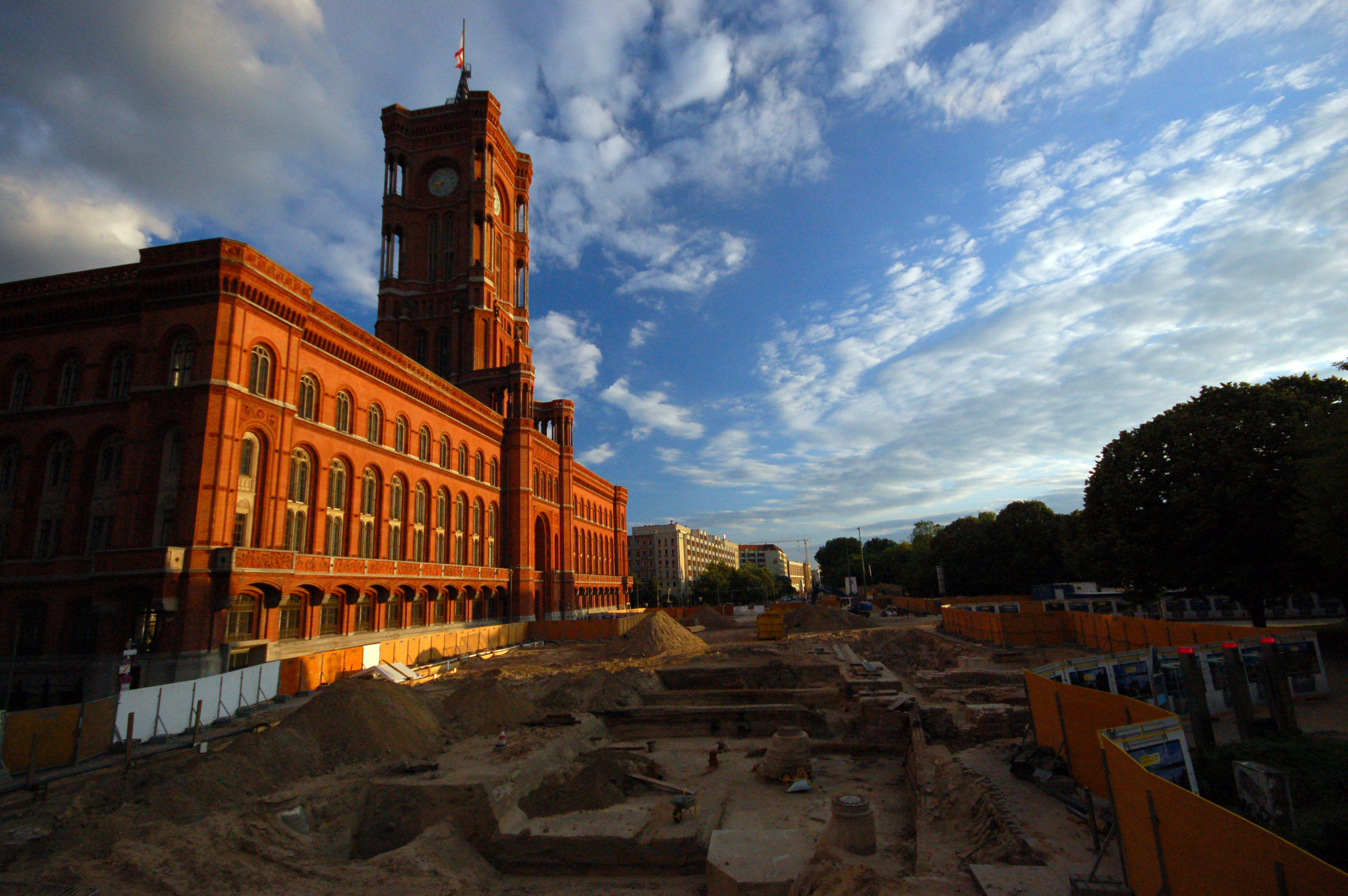
Archäologische Ausgrabungen an der Baustelle des künftigen U-Bahnhofs Rotes Rathaus, 2010

Bei einem Skulpturenfund in Berlin im Jahr 2010 wurden Skulpturen der klassischen Moderne wiederentdeckt, die nach ihrer Beschlagnahme durch das nationalsozialistische Regime verschollen waren.

## Geschichte
Vor Beginn der Bauarbeiten zum neuen U-Bahnhof Rotes Rathaus der Linie U5 wurden im Jahr 2010 archäologische Rettungsgrabungen durchgeführt. Im Boden unter der heutigen Freifläche, die vor der Zerstörung im Zweiten Weltkrieg ein dicht bebautes Stadtviertel war, wurden wertvolle Zeugen der Berliner Geschichte vermutet. Tatsächlich fand man unter anderem die Grundmauern des mittelalterlichen Berliner Rathauses.
Spektakulär war der Fund im Keller des Hauses Königstraße 50 (heute Rathausstraße) direkt gegenüber dem Roten Rathaus, wo hochrangige Skulpturen der klassischen Moderne aus dem Trümmerschutt geborgen wurden.
Die sechzehn Kunstwerke sind unterschiedlich gut erhalten. Sie stammen ursprünglich aus deutschen Museen, aus denen sie 1937 beschlagnahmt worden waren, weil sie dem nationalsozialistischen Regime als „Entartete Kunst“ galten. Die meisten der Stücke wurden ab 1938 in der Ausstellung „Entartete Kunst“ gezeigt, einige wurden auch als Requisiten für den Propagandafilm Venus vor Gericht verwendet. Ab etwa 1942 wurden sie in dem Haus Königstraße 50 in einem Lagerraum des Reichspropagandaministeriums eingelagert. Nach ihrem Wiederauffinden hatten die Wissenschaftler zunächst einen Zusammenhang mit der im vierten Stock des Hauses gelegenen Kanzlei von Erhard Oewerdieck vermutet.
Es gibt Anhaltspunkte dafür, dass in dem Haus auch umfangreiche Bestände an Gemälden gelagert waren, die jedoch bei der Bombardierung verbrannt sind.

## Ausstellung
Elf der Kunstwerke wurden vom 9. November 2010 bis März 2012 im Neuen Museum in Berlin gezeigt. Danach waren sie, inzwischen erweitert, im Rahmen einer Wanderausstellung bisher im Museum für Kunst und Gewerbe Hamburg, in der Neuen Pinakothek München, im Museum im Kulturspeicher Würzburg und in der Moritzburg Halle (Saale) zu sehen. In Würzburg waren dabei die in Berlin entdeckte Schwangere von Emy Roeder und ihre von der Künstlerin selbst gefertigte Kopie aus dem Bestand des Museums gemeinsam ausgestellt. Vom 29. September 2013 bis 19. Januar 2014 lief die Ausstellung in Schloss Gottorf in Schleswig, vom 4. April bis 15. Juni 2014 war sie in der Kaiserpfalz in Paderborn zu sehen.
Am 15. und 16. März 2012 fand in Berlin ein wissenschaftliches Symposium statt, bei dem neue Erkenntnisse vorgestellt wurden.
Vom 21. September 2018 bis 6. Januar 2019 wurden 16 Skulpturen im Martin-Gropius-Bau in Berlin in der Ausstellung Bewegte Zeiten. Archäologie in Deutschland gezeigt, die aus Anlass des Europäischen Kulturerbejahres 2018 stattfand.

## Liste der Kunstwerke
- Otto Baum: Stehendes Mädchen, 1930. Abb.
- Karl Ehlers: Frau mit Traube, 1933. Abb.
- Otto Freundlich: Kopf, 1925. Abb.
- Richard Haizmann: Figur, 1929.
- Karl Knappe: Hagar, 1923. Abb.
- Will Lammert: Sitzendes Mädchen I, 1913. (Fragment) Abb.
- Marg Moll: Tänzerin, um 1930. Abb.
- Karel Niestrath: Die Einfältigen und Frommer Mann Abb., 1924
- Emy Roeder: Schwangere, 1918. Abb.: ,
- Edwin Scharff: Bildnis der Schauspielerin Anni Mewes, 1917/1921. Abb.
- Naum Slutzky: Weibliche Büste, vor 1931. Abb.
- Fritz Maskos: Somnambule, vor 1924. Zuvor wurde die Skulptur fälschlicherweise als Milly Steger: Kniende (vor 1915) identifiziert. Abb. (Memento vom 6. November 2013 im Webarchiv archive.today)
- Gustav Heinrich Wolff: Weiblicher Akt mit angezogener Linken und Stehende Gewandfigur, 1925 Abb.
- Fritz Wrampe: Reiter, 1933/1934. Abb.